# Audi S8
Audi S8 — автомобіль класу люкс, сімейство спортивних седанів представницького класу від Audi AG розроблених на основі Audi A8. Вперше був показаний на початку 1999 року. Зовні S8 дуже схожий на A8, який почав випуск з 1997 року. S8 має значні переваги перед багатьма машинами свого класу завдяки повному приводі, обтічній формі, прекрасним технічним характеристикам і легкості в управлінні.

## Перше покоління

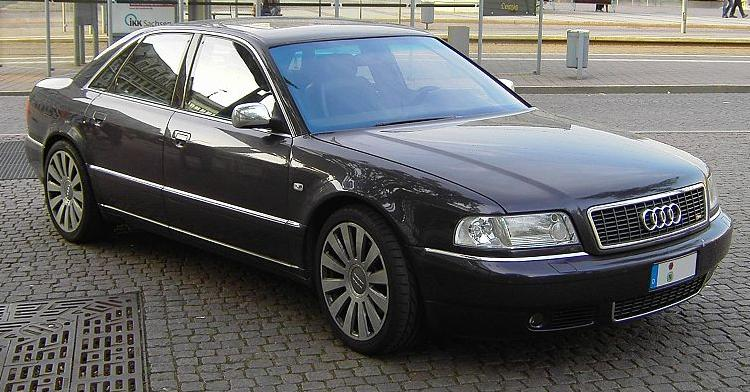
Audi S8 (D2)

Перше покоління було доступно в період з 1996 по 2002 роки. Audi S8 комплектувалась 4,2-літровим двигуном V8 з 250 кВт (340 к.с.), у 1999 році потужність двигуна зросла до 265 кВт з (360 к.с.), і виключно постійним приводом Quattro з між осьовим диференціалом Torsen. На вибір пропонувалися п'яти-ступінчаста автоматична КПП з Tiptronicfunktion, динамічною програмою перемикання передач (DSP) і спортивною програмою або повністю синхронізована 6-ступінчаста механічна коробкою передач, що робить Audi S8 унікальним автомобілем в цьому сегменті.

### Двигуни
- 4.2 л V8 340/360 к.с.

## Друге покоління

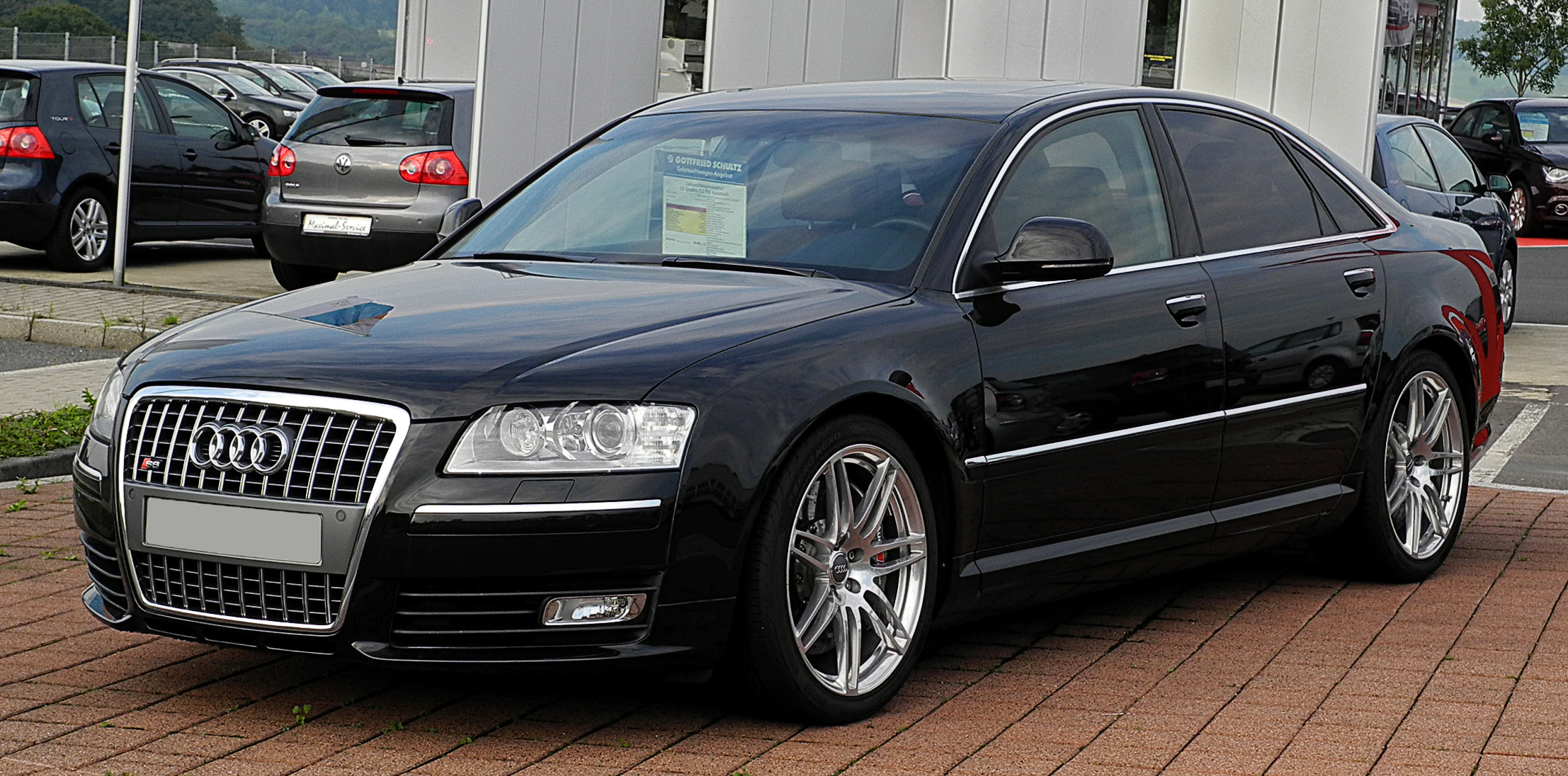
Audi S8 (D3)

Друге покоління було доступно з 2006 по 2010 роки.
Audi S8 комплектується 5,2 літровим бензиновим двигуном V10 потужністю 450 к.с. (331 кВт) і максимальним обертовим моментом 540 Нм в діапазоні від 3000 до 4000 обертів в хвилину. Двигун розроблений на основі 5,0-літрового V10 від Lamborghini Gallardo.

### Двигуни
- 5.2 л V10 450 к.с.

## Третє покоління

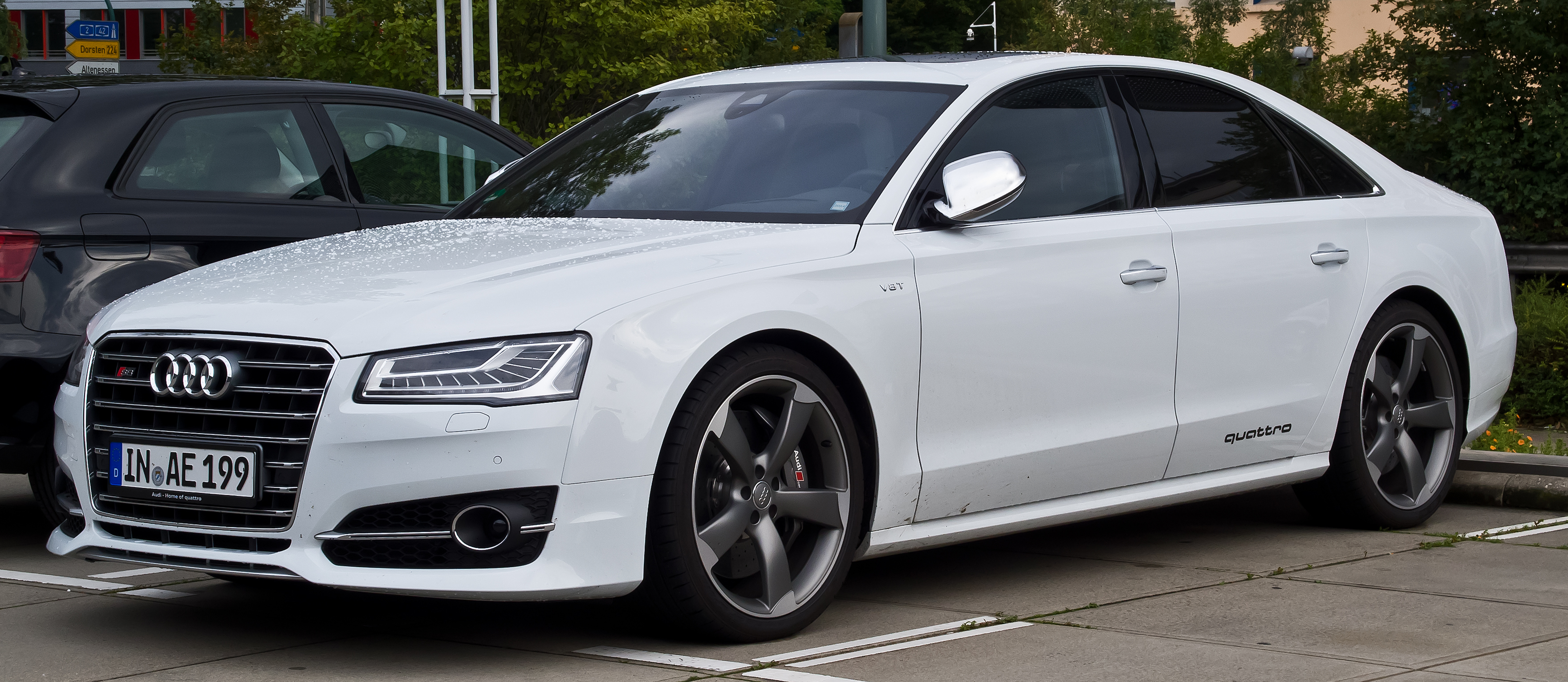
Audi S8 (D4)

У вересні 2011 року на автошоу у Франкфурті показано зображення третього покоління Audi S8.
Замість атмосферного V10 автомобіль комплектується новим 4,0-літровим V8 з подвійним турбонаддувом потужністю 520 к.с. (раніше 450 к.с.) і крутним моментом 650 Нм (раніше 540 Нм).
У 2016 році, на ряду з деякими іншими розкішними автомобілями, S8 запропонує водієві п'ять режимів керування: Comfort, Auto, Dynamic, Individual і Efficiency. Audi S8 має хорошу базу і постачається з: автоматичними світлодіодними фарами, дверима з електроприводом, чотиризонним клімат-контролем, системою навігації, інформаційно-розважальною системою водія з 7-дюймовим екраном, звуковою системою Bose на 14 динаміків, панорамною камерою, функцією відкривання дверей та старту без ключа, Bluetooth сполученням, системою моніторингу сліпих зон та шкіряними спортивними передніми сидіннями з вентиляцією, підігрівом та 22 режимами налаштування. До стандартних функцій безпеки належать: передні, бокові та подушки завіси. Задні бічні, колінні подушки для водія та переднього пасажира також є стандартними. Пакет «Driver Assistance» запропонує: адаптивний круїз-контроль, активну систему дотримання руху в обраному ряду та систему Pre Sense Plus від Audi, яка поєднує функції попередження про можливе зіткнення та автоматичного аварійного гальмування. 

### Audi S8 Plus
Компанія Audi представила топову модифікацію седана S8 з маркуванням S8 Plus. Публічна презентація відбудеться в середині вересня 2015 року на Франкфуртському автосалоні.
Автомобіль оснастили 4,0 літровим бензиновим V8 biturbo, який розвиває 445 кВт (605 к.с.) та 700 Нм обертального моменту. Завдяки функції overboost, крутний момент може на деякий час збільшуватись до 750 Нм. Двигун працює в парі з 8-ступеневим Tiptronic..
Віддача двигуна збільшилась на 85 к.с. в порівнянні з двигуном звичайної S-версії. Інженери збільшили тиск надуву, змінивши геометрію турбонагнітачів, а також модернізувавши випускну систему.
Зовні S8 plus можна відрізнити по чорній радіаторній решітці, інакшим переднім і заднім спойлерам, бічними порогами, задньому дифузору з карбоновою окантовкою. Корпуса дзеркала заднього огляду можуть бути виконані із карбону.
Седан здатний розганятися від 0 до 100 км/год за 3,8 секунди, а максимальна швидкість обмежена електронікою на позначці 250 км/год. Опційний спорт-пакет Dynamic Package дозволяє автомобілю набирати 305 км/год.
Автомобіль оснащений повним приводом Quattro зі спортивним заднім диференціалом, адаптивною пневматичною підвіскою, 21-дюймовими колесами з покришками розмірністю 275/35, а також світлодіодними Matrix LED фарами головного світла, які входять в базову комплектацію. Шасі моделі було спеціально налаштовано для модифікації plus. Кузов побудований за технологією Audi Space Frame (ASF) і майже повністю виконаний з алюмінію, а його вага складає 231 кілограм.
Опційний пакет Dynamic Package включає в себе карбон-керамічні гальмівні механізми з супортами сірого кольору і переналаштовану випускну систему.
За додаткову плату можна замовити карбонове оброблення ряду аеродинамічних елементів. По бажанню клієнта салон оздоблять шкірою або алькантарою з червоною строчкою. В салоні також з'явилися додаткові алюмінієві вставки.
Audi S8 plus поставляється тільки зі стандартною колісною базою. В продажу автомобіль з'явиться в кінці листопада 2015 року за базовою ціною 145 200 євро.

### Двигуни
- 4.0 л TFSI 520 к.с.
- 4.0 л TFSI 605 к.с. Plus

## Четверте покоління

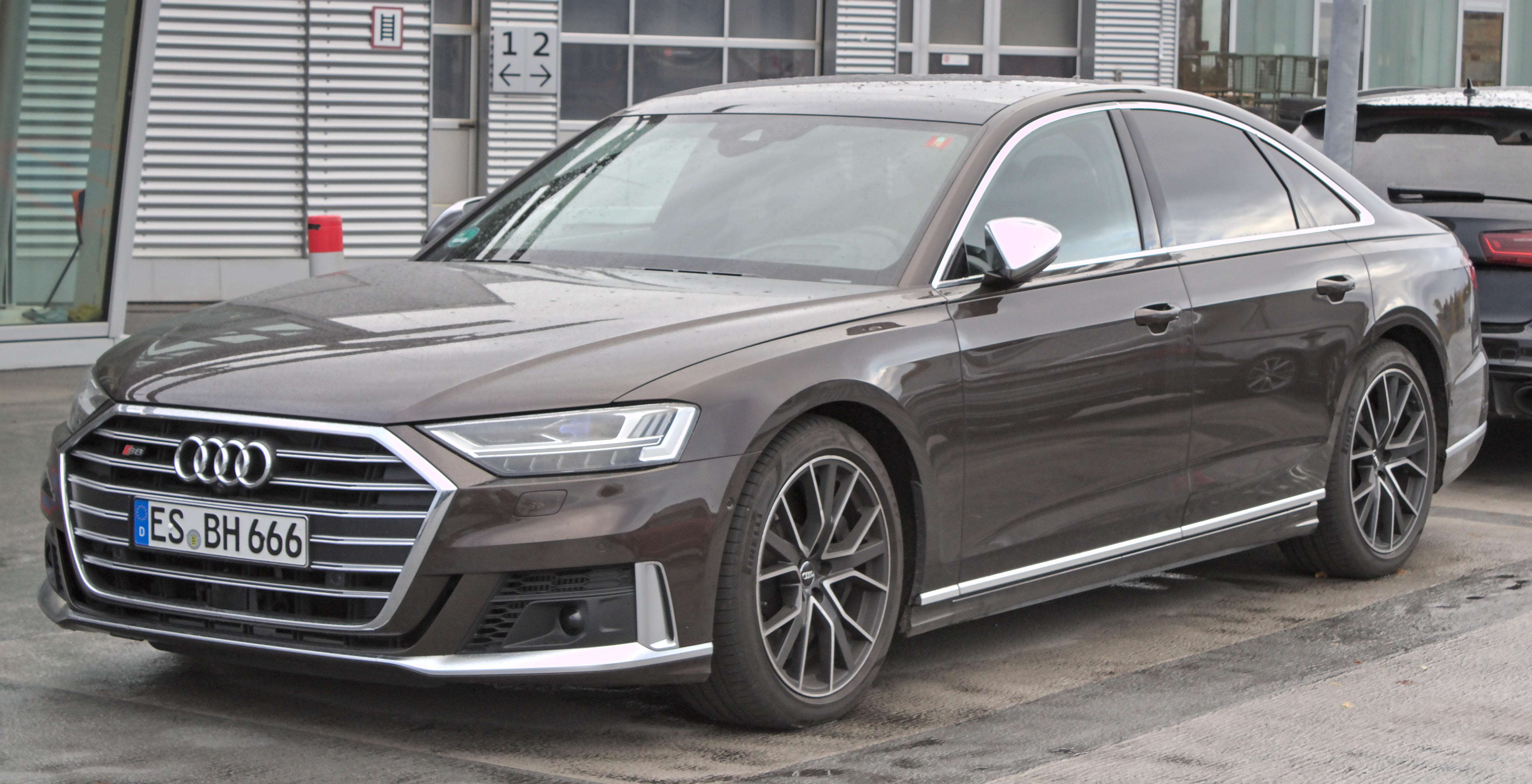
Audi S8 D5

Автомобіль розроблено на платформі MLBevo з повнокерованим шасі. Передня підвіска двоважільна і задня багатоважільна отримали пневмопружини, доповнені активною електромеханічною системою замість стабілізаторів поперечної стійкості.

### Двигуни
- 4.0 TFSI VW EA825 V8 571 к.с. 800 Нм